# محمد صابر عبيد
محمد صابر عبيد الجبوري (1955) هو أكاديمي وناقد وشاعر وكاتب عراقي، من مواليد محافظة نينوى، حاصل على دكتوراه في الأدب العربي الحديث والنقد من جامعة الموصل عام 1991، وحاصل على الأستاذية عام 2000، وهو أستاذ النقد الأدبي الحديث في الدراسات الأوليّة، وأستاذ المناهج النقدية الحديثة والنقد التطبيقي في الدراسات العليا، أشرف على عدد كبير من رسائل الماجستير وأطاريح الدكتوراه، وناقش عدداً كبيراً أيضاً في مختلف الجامعات العراقية والعربيّة، وشارك في أكثر من 50 مؤتمراً وندوة في الجامعات والمؤسسات الثقافية والفكرية داخل العراق وخارجه.

## مؤلفاته
1. أسنان الذاكرة البيضاء.
2. التشكيل السردي.
3. التشكيل السيرذاتي.
4. التشكيل الشعريء
5. التنوير الشعري.
6. الراوي المتماهي مع مرويه.
7. الرواية الرائية، لعبة القص، سرد الحياة وسرد الحكاية.
8. الشعر العراقي الحديث.
9. الشعر الى أين؟
10. العلامة الشعرية.
11. العنوان دالاً روائياً.
12. الفضاء التشكيلي لقصيدة النثر.
13. الفضاء الشعري الادونيسي.
14. القصيدة العربية الحديثة بين البنية الدلالية والبنية الايقاعية.
15. اللغة الناقدة.
16. المتخيل الاستشراقي الأنا والآخر في سرديات سلطان ين محمد القاسمي
17. المغامرة الجمالية للنص الأدبي.
18. أسرار الكتابة الإبداعية عبد الرحمن الربيعي والنص المتعدد
19. بلاغة العلامة وتأويل الرؤيا.
20. بلاغة القراءة فضاء المتخيل النصي: التراث، الشعر، السينما
21. تجليات النص الخلاق.
22. تجليات النص الشعري: اللغة - الدلالة - الصورة
23. تمظهرات القصيدة الجديدة.
24. خطاب الهوية.
25. دينامية النص الأدبي وإشكالية التجنيس.
26. رؤيا الحداثة الشعرية.
27. رائحة المعنى.
28. سيرة الجسد وصهيل المطر الجريح
29. سيمياء التشكيل الروائي الجمالي والثقافي في نظم الصوغ السردي.
30. سيمياء الموت.
31. شعرية الكتب والأمكنة.
32. شعرية طائر الضوء.
33. صوت الشاعر الحديث: دراسة.
34. في ضيافة قصيدة شربل داغر.
35. مرايا التخييل الشعري.
36. مغامرة التجنيس الروائي: سؤال الجنس والنوع.
37. مغامرة الكتابة في تمظهرات الفضاء النصي: قراءات في تجربة تحسين كرمياني.
38. مقالات نقدية في نصوص كردية.
39. هكذا أعبث برمل الكلام: هذه قصائدي
40. أطياف ممدوح عدوان: شهادة الحياة وشهادة الإبداع.
41. إنفتاحات النص الشعري.
42. البنية الروائية في نصوص إلياس فركوح.
43. التشكيل السرد-درامي.
44. التشكيل الشعري البصري.
45. التشكيل النصي.
46. السارد والمؤلف فاتح عبد السلام.
47. الفضاء الرحلي السيرذاتي في قصيدة النثر.
48. الكون الروائي.
49. تأويل متاهة الحكي في تمظهرات الشكل السردي.
50. تجلّي الخطاب النقدي من النظرية إلى الممارسة.
51. تمثلات السيرة: الذات والآخر في منجز سلطان بن محمد القاسمي الإبداعي.
52. حركية التعبير الشعري.
53. حقيبة الرؤى: سرديات.
54. رواية ما بعد الحداثة.
55. ستراتجية العولمة الثقافية.
56. سيمياء الخطاب الشعري من التشكيل إلى التأويل.[2]
57. سيمياء الكلام الشعري: دراسة.
58. شربل داغر، جماليات التعالق بين الشعري و السردي: دراسة
59. عضوية الأداة الشعرية: فنية الوسائل ودلالية الوظائف في القصيدة الجديدة.
60. فضاء الكون الشعري: من التشكيل إلى التدليل.
61. لذة القراءة: حساسية النص الشعري.
62. السيرة الذاتية الشعرية: قراءة في التجربة السيرية لشعراء الحداثة العربية : دراسة نقدية (1999).
63. سرد الذاكرة: سرد الوعي من سلطة التاريخ إلى فضاء المتخيل : دراسة في المنجز الإبداعي لسلطان بن محمد القاسمي (2015).
64. الذات الساردة: سلطة التاريخ ولعبة المتخيل ، قراءات في الرؤية الإبداعية لسلطان بن محمد القاسمي (2013).
65. نحو مفهوم جديد لقصيدة النثر: تجربة "نامق سلطان" مثالاً، كتاب، مؤسسة أبجد للترجمة والنشر والتوزيع (2024).

## الجوائز
1. الجائزة الأولى في مسابقة الشارقة للإبداع العربي – الدورة الثانية 1998 في مجال (النقد الأدبي)، عن كتابه (السيرة الذاتية الشعرية).
2. جائزة الاتحاد العام للأدباء والكتاب العراقيين في مجال (النقد الأدبي) عام 2000 عن كتابه (المتخيّل الشعري).
3. جائزة الدولة التقديرية (الإبداع) عام 2002 في مجال (النقد الأدبي) عن كتابه (القصيدة العربية الحديثة).[3]
4. الجائزة الثانية لمسابقة (ديوان) للشعر العراقي 2005 عن ديوانه (عشب أرجواني يصطلي في أحشاء الريح).

## كتب ودراسات تناولته
1. فضاء الرؤية وآليات المنهج الجمالي والثقافي في خطاب محمد صابر عبيد النقدي[4]
2. البنيات الدالة في شعر محمد صابر عبيد، زينب خليل.[5]
3. الخطاب النقدي عند محمد صابر عبيد، فليح مضحي السامرائي.[6]
4. السيرة الذاتية في الحوار الأدبي ، كاروان حاجي إبراهيم [7]
5. جماليّات التشكيل المقاليّ دراسة في مقالات " رائحة المعنى " لمحمد صابر عبيد، رسالة ماجستير[8]
6. فلسفة الإيقاع: قراءة في شعرية محمد صابر عبيد، محمد يونس صالح[9]
7. النص المتعدد قراءات في خطاب محمد صابر عبيد الأدبي، د. سهام حسن جواد[10]